# Chaetomium variostiolatum
Chaetomium variostiolatum är en svampart som beskrevs av A. Carter 1983. Chaetomium variostiolatum ingår i släktet Chaetomium och familjen Chaetomiaceae.   Inga underarter finns listade i Catalogue of Life.